# Сочинский район
Сочинский район — административно-территориальная единица, существовавшая в 1923—1934 годах поочерёдно в составе Кубано-Черноморской области, Юго-Восточной области, Северо-Кавказского и Азово-Черноморского краёв РСФСР в СССР. 
Административный центр — город Сочи.
Сочинский район был образован 26 января 1923 года в составе Черноморского округа Кубано-Черноморской области. В его состав вошли 3 волости — Адлерская, Пиленковская и Сочинская. 2 июня 1924 года Кубано-Черноморская область была преобразована в Юго-Восточную область, 16 октября 1924 года — в Северо-Кавказский край.
К началу 1925 года в Сочинский район входили город Сочи и 6 сельсоветов: Адлерский, Батрацкий, Краснополянский, Лооско-Волковский, Раздольненский и Хостинский.
На момент переписи населения 1926 года в Сочинский район входили 16 сельсоветов: Адлеровский, Айбгинский, Ахштырский, Волковский, Красно-Полянский, Леснянский, Лооский, Михельрипшский, Навагинский, Новолишинский, Пиленковский, Раздольский, Сальмский, Солох-Аульский, Христофоровский и Хостинский.
31 декабря 1928 года из Сочинского района в Абхазскую ССР Закавказской СФСР были переданы Михельрипшский, Пиленковский, Сальменский и Христофоровский сельсоветы.
В 1930 году окружная система в СССР была упразднена и Сочинский район перешёл в прямое подчинение Северо-Кавказского края. 10 января 1934 года Сочинский район был отнесён к Азово-Черноморскому краю.
5 мая 1934 года Сочинский район был упразднён — часть его территории была передана в управление городу краевого подчинения Сочи, а оставшаяся часть преобразована в Адлерский район с центром в посёлке Адлер.